# 国際規格
国際規格（こくさいきかく、英: international standard）は、国際標準化団体が策定した規格である。国際標準ともいう。定義上、国際規格は全世界で汎用的に利用するのに適しているとされる。

## 概要
国際規格は、各国が独自に設立した国家標準化団体などが策定した規格が国際通商の技術的障壁となっているのを打破する1つの方法である。技術的障壁は、互換でない確立された方法を広く使っているグループが出会ったときに生じる。国際規格の確立は、そのような問題を防ぐ1つの方法である。
多国で輸出入に関係する事業を行う企業が消費者から製品の信用を得るために、国際規格への適合をうたう場合も多い。CODEXやHACCPなどの食品安全規格がこの例である。
またバイオ燃料や燃料電池など、新エネルギーの普及を効率的に促すうえでも用いられる。
国際規格はそのまま使われることもあるし、各国（各地域）の実情に合わせて修正して使われることもある。国際規格の採用は、技術的にはそれと等価な国家規格を策定することを意味する。ただし国際規格と国家規格では次のような点で異なる場合がある。
1. 編集上の見た目の違い。採用する単位や記号の違い、小数点を表す記号の違いなど。
2. その地域の気候、地形、技術、インフラなどの状況から生じる政策上（あるいは業界として）の方針との齟齬から来る違い。また、その規格をどの程度厳密に適用すべきかという考え方の違い。

## 国際規格の例
- 国際標準化機構 (ISO)
- 国際電気標準会議 (IEC)
- 国際電気通信連合 (ITU)

## 国際規格の種類
狭義の国際規格はIS(International Standard)と呼ぶ。それ以外にTR(Technical Report), TS(Technical Specification)などを発行する団体がある。
また、審議中の文書は、WD(working Draft), CD(Committee Draft), DIS(Draft International Standard)などの種類がある。
これらは正式な国際規格ではなく審議文書であるので取り扱いに注意が必要である。